# Naissaar
Naissaar (Nargö in svedese) è un'isola dell'Estonia situata a nord di Tallinn, ma appartenente alla municipalità di Viimsi.
La superficie dell'isola è 18,6 km², il punto più vicino dalla terraferma si trova a 8 km.
Attualmente risiedono 5 abitanti, ma fino alla seconda guerra mondiale ha vissuto sull'isola una consistente minoranza svedese, e durante il dominio sovietico è stata un'area militare interdetta alla popolazione civile. È oggi un parco naturale.

## Storia

### Origini
Le prime testimonianze scritte riguardanti Naissaar risalgono all'XI secolo, menzionata nelle lettere di Bremen Adams come Terra Feminarium, terra delle donne, e successivamente denominata in altri modi: Narghetn (1297), Nargö (1509), Nargen (1519).

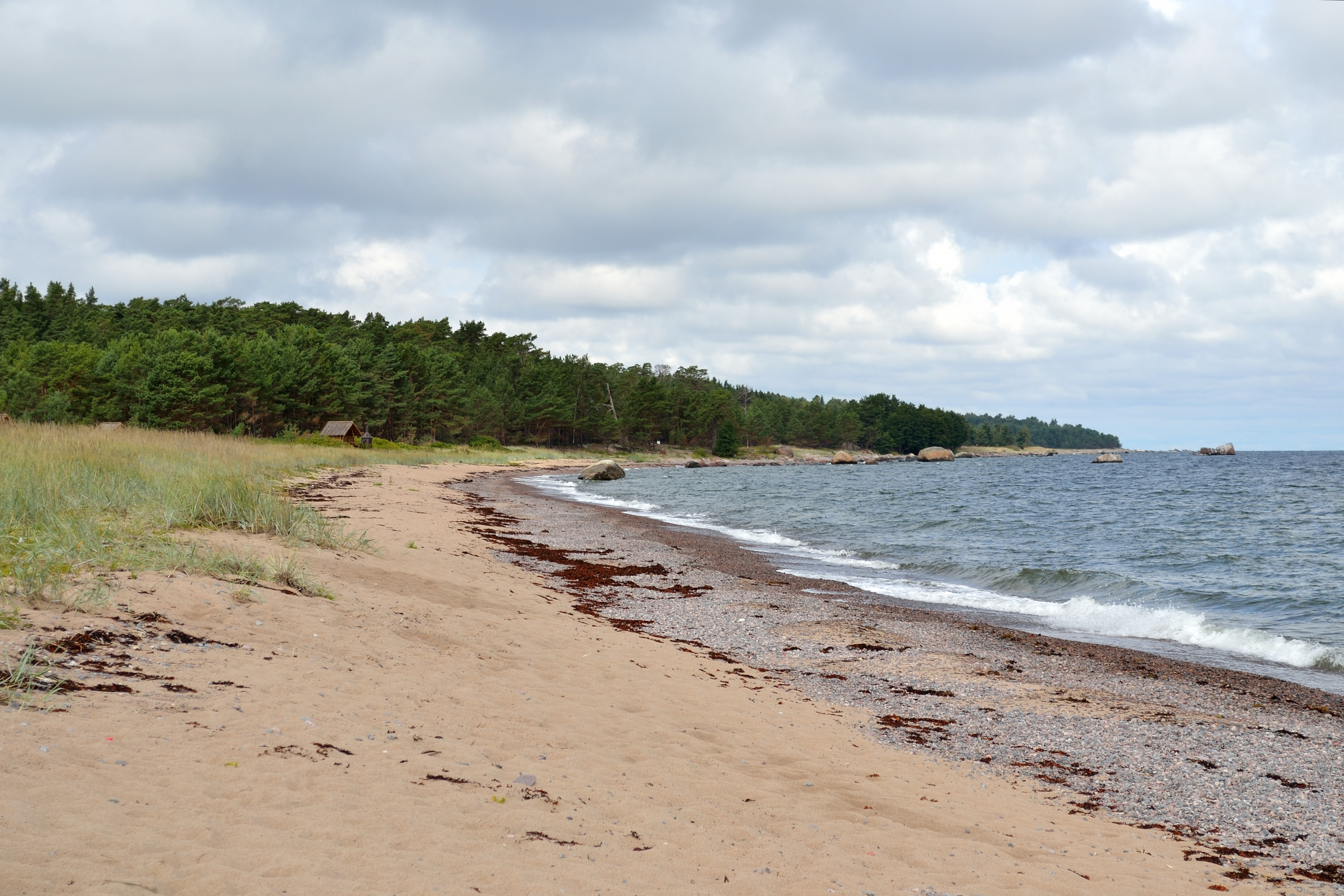
Costa orientale di Naissaar

A Naissaar nasce anche lo scienziato Bernhard Schmidt, inventore dell'omononimo telescopio.
Ma la storia dell'isola è tuttavia legata a doppio filo a scopi prettamente militari: la prima batteria di cannoni venne posizionata dai governanti svedesi durante la grande guerra del nord nel 1705. Successivamente alla guerra, quando l'Estonia passa sotto l'Impero russo, lo zar prosegue la militarizzazione dell'isola. Un nuovo edificio di difesa con cinque bastioni venne edificato nel 1720, per la difesa di Tallinn e di San Pietroburgo.
All'inizio del XX secolo, la Russia inizia il processo di rimodernizzazione dei propri schemi militari difensivi nel golfo di Finlandia: le batterie di cannoni di Naissaar e di Mäkiluoto, sulla costa finlandese, e un campo minato di collegamento erano stati progettati per essere la priorità in questo sistema. Il progetto non venne completato a causa dello scoppio della prima guerra mondiale.

### La Repubblica Sovietica di Naissaar
Nel dicembre 1917, un gruppo di marinai russi occupa Naissaar e vi proclama una repubblica "sovietica indipendente", la Repubblica Sovietica di Naissaar, sotto la guida di Stepan Petrichenko. I marinai russi, circa 80-90, formano un governo locale ed impongono tasse alla popolazione locale. La repubblica cessa di esistere il 26 febbraio 1918 quando le forze tedesche occupano l'isola ed i russi sono costretti alla resa.
In ritirata dai tedeschi nel 1918, i russi fanno esplodere la maggior parte delle costruzioni difensive.

### Naissaar presidio estone
Naissaar segue le sorti dell'Estonia indipendente e fu utilizzata come base navale fortificata anche dalla Repubblica di Estonia nel 1918-1940. Nel 1934, 450 persone vivevano sull'isola, 291 di essi erano estoni, prevalentemente in servizio con il campo militare dell'esercito estone.
I più importanti edifici militari presenti sull'isola sono stati costruiti all'inizio di questo secolo, compresa una ferrovia a scartamento ridotto realizzata, per una rete complessiva di 37,7 km. Tale ferrovia venne inaugurata nel 1914, utilizzata per scopi militari per tutti gli anni trenta dall'esercito della Repubblica di Estonia.. Una parte di quella linea ferroviaria è in uso ancor oggi, seppur con scopi turistici.

### Ex base sovietica
Naissaar, nell´immediato dopoguerra, con l'occupazione sovietica dell'Estonia, venne classificata come struttura di segreto militare. Per 50 anni l'isola è stata interdetta agli estoni. Solo i militari, o personale autorizzato, avevano accesso al grande stabilimento per l'assemblaggio delle mine marine nel centro dell'isola. Intanto la linea ferroviaria aveva assunto la funzione di collegare direttamente al porto. Minare l'intero golfo di Finlandia sarebbe stato, all'occorrenza, una questione di ore.
Nell'isola venivano assemblate mine di profondità del tipo AGSB, progettate in Russia nel 1942, dotata di dispositivo "Blok" di contatto e di due antenne elettromagnetiche. L'ordigno, avente una carica esplosiva di 240 kg, utilizzato principalmente per la lotta contro i sottomarini, venne costruito anche negli anni cinquanta.
Quando i sovietici hanno lasciato Naissaar, all'inizio del 1993, hanno bruciato gli esplosivi contenuti dalle mine, lasciando una moltitudine di carcasse metalliche sparse in tutta l'isola.
Molte di queste sono state portate sulla terraferma, come rottami di ferro, ma un campo di mine è ancora visibile nei pressi del punto di ormeggio Mädasadam.

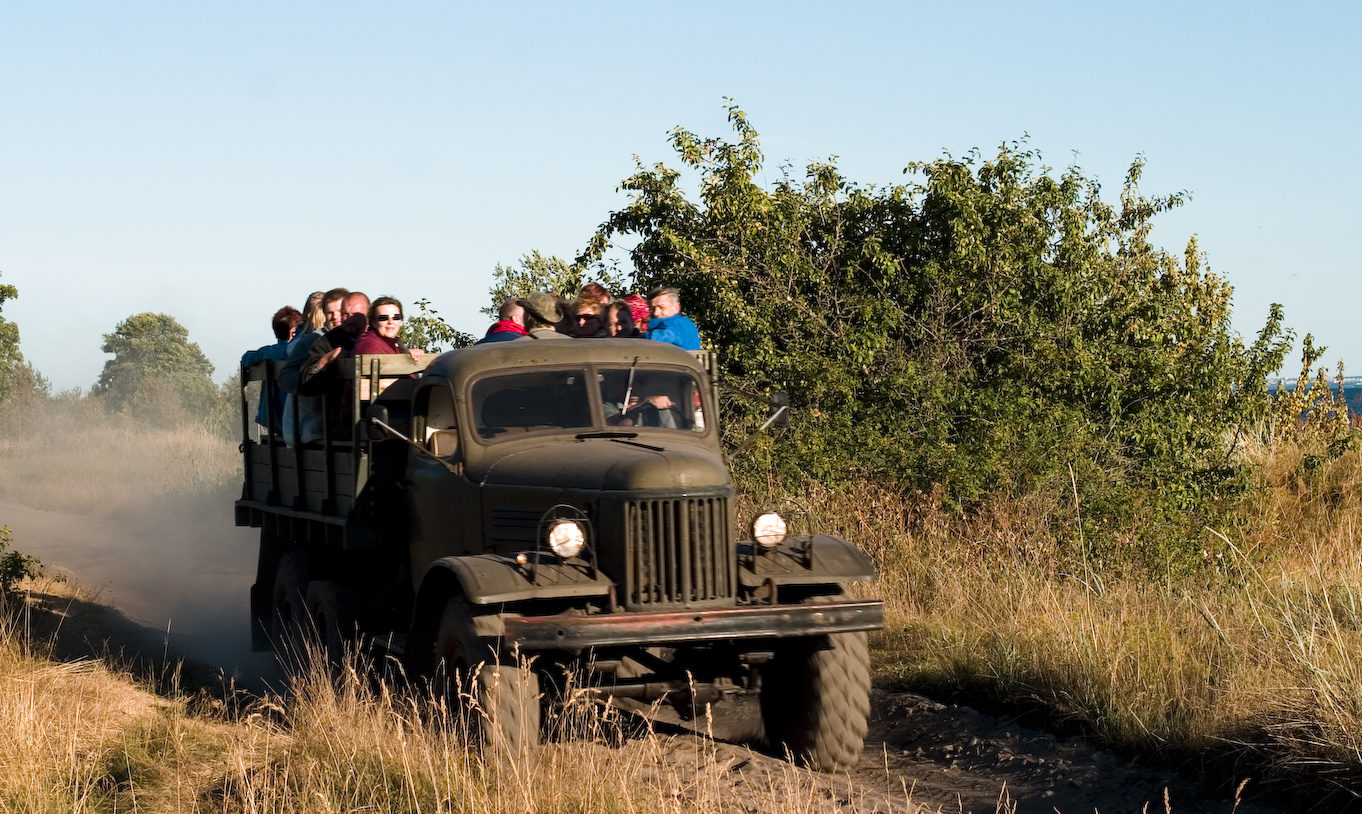
Un automezzo sovietico ZIL-157 a Naissaar

Nel 1995 viene dichiarata parco naturale.

## Natura
Gran parte dell'isola è coperta da foreste, con una ampia varietà di specie anche rare (a metà del XIX secolo oltre l'80% del territorio era coperto dalla vegetazione, nel 1928 il 70% ed oggi 88,3%).
I cambiamenti del paesaggio naturale sono principalmente dovuti all'attività dell'uomo. Numerosi documenti storici ne documentano la presenza, dall'utilizzo delle terre a mappe della vegetazione.

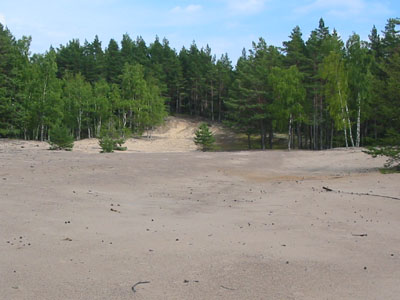
Kunilamägi

Il suolo scarsamente nutriente è la principale ragione della mancata coltivazione, nel corso dei secoli, da parte degli abitanti che hanno invece prevalentemente svolto attività dedicate alla pesca ed alla navigazione con la terraferma.